# Arquidiocese de Bhopal
A Arquidiocese de Bhopal (Archidiœcesis Bhopalensis) é uma arquidiocese da Igreja Católica situada em Bhopal, na Índia. É fruto do desmembramento das dioceses de Ajmer e Jaipur, Indore e Jabalpur. Seu atual arcebispo é Alangaram Arokia Sebastin Durairaj, S.V.D.. Sua sé é a Catedral Saint Francis de Bhopal.

## Paróquias
Possui 36 paróquias.

## Prelados
Administração:
|            | Nome                                       | Período    | Notas      |
| Arcebispos | Arcebispos                                 | Arcebispos | Arcebispos |
| ---------- | ------------------------------------------ | ---------- | ---------- |
| 4º         | Alangaram Arokia Sebastin Durairaj, S.V.D. | 2021-      | Atual      |
| 3º         | Leo Cornelio, S.V.D.                       | 2007-2021  |            |
| 2º         | Paschal Topno, S.J.                        | 1994-2007  |            |
| 1º         | Eugene Louis D'Souza, M.S.F.S.             | 1963-1994  |            |